# SMS Cormoran (1892)
Pour les autres navires du même nom, voir SMS Cormoran.

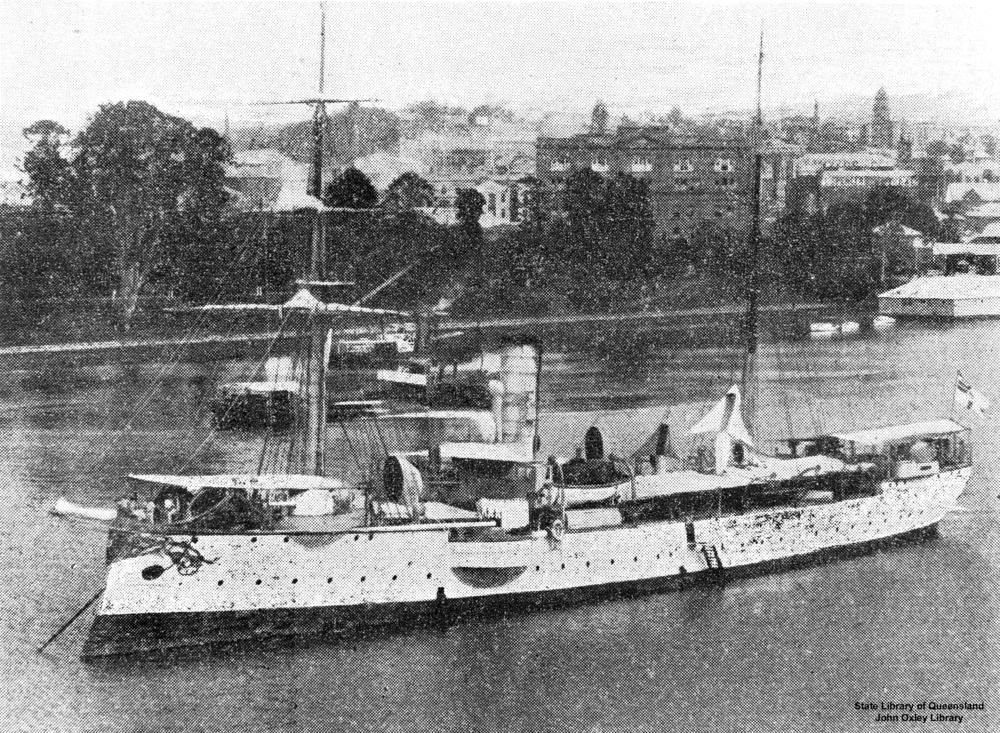
Le SMS Cormoran en escale à Brisbane

Le SMS Cormoran est un petit croiseur de IVe classe lancé par la marine impériale allemande en 1892 pour les missions d'outremer. Il appartient à la classe Bussard.

## Service
Le navire est bâti par le chantier naval impérial de Dantzig entre 1890 et 1892 pour un coût de 2 495 000 marks. Il est lancé le 27 février 1892 et subit des essais jusqu'en septembre à Kiel.

### Chine et mers du sud
Il est envoyé, le 16 octobre, avec son sister-ship, le SMS Condor, en Afrique du Sud, afin d'y défendre les intérêts commerciaux et diplomatiques de l'Empire allemand. Les deux navires entrent au port de Lourenço Marques le 15 décembre 1892, où le SMS Cormoran a ordre de stationner, et de patrouiller dans les environs, jusqu'en juillet 1895. Il part le 5 juillet 1895 pour l'Extrême-Orient et atteint Singapour le 13 septembre. Il rejoint la division de croiseurs d'Extrême-Orient à Souatao. Elle est dirigée par le contre-amiral Hoffmann, à bord du SMS Kaiser. La division visite les côtes de Chine et du Japon. La canonnière SMS Iltis coule en juillet 1896 pendant un typhon au large du Japon.
En octobre-novembre 1897, le Cormoran parcourt le Yang-Tsé-Kiang, jusqu'à Hankéou, où se trouvent des concessions européennes et où l'Empire allemand obtient lui aussi une concession le 4 octobre de la part de l'Empire du Milieu. Le navire prend part ensuite à l'expédition de la baie de Kiaou-Tchéou, ce qui permettra aussi à la marine impériale allemande d'obtenir, dans le port qu'elle construit de Tsingtau (« Tsingtao » en français de l'époque), une escale pour ses navires en mer de Chine et de fonder une zone commerciale ouverte sur l'Extrême-Orient, alors que les Britanniques sont à Hong Kong, les Français à Fort Bayard et que les Russes arrivent à Port-Arthur.
Dans la nuit du 23 au 24 mars 1899, le Cormoran reçoit l'ordre de partir pour les îles Samoa, afin d'appuyer son sister-ship, le SMS Falke, qui se trouve à l'extrémité occidentale de la Nouvelle-Poméranie sur un récif. Comme le vapeur Stettin le rejoint le 29 mars, le commandant de bord abandonne à terre le chargement consomptible, afin de libérer le croiseur. Les réparations s'effectuent ensuite au port de Sydney, jusqu'au début du mois de juin. Le Cormoran se rend à Apia le 17 juin 1899. Le traité de Samoa (convention tripartite), entre l'Empire allemand, la Grande-Bretagne et les États-Unis, est signé peu de temps après.
Le croiseur retourne à Sydney pour réparations en juin 1900 et il s'ancre de nouveau à Apia le 2 octobre. Après avoir patrouillé en Nouvelle-Guinée allemande et dans les Samoa allemandes, le Cormoran est de retour à Sydney du 15 mars au 1er mai 1901, pour révisions, et à Apia le 28 juillet. Il remplit encore des missions dans les îles, puis retourne à Sydney en 1903. C'est le 23 mai 1903 qu'il appareille pour son voyage de retour. Il arrive à Kiel le 13 septembre et il est mis hors service à Dantzig, le 26 septembre 1903.

### Second état de service
Le navire change sa quille et transforme sa voilure avec un gréement à hunier. Il est remis en service, le 1er mai 1909, toujours affecté aux mers du sud. Il doit participer à une expédition contre une rébellion de tribus de la Terre de l'Empereur-Guillaume (au nord-est de la Nouvelle-Guinée. Le gouverneur Albert Hahl monte à bord le 13 novembre pour une mission d'exploration du fleuve Kaiserin Augusta. Le navire rejoint l'embouchure le 22 mai.

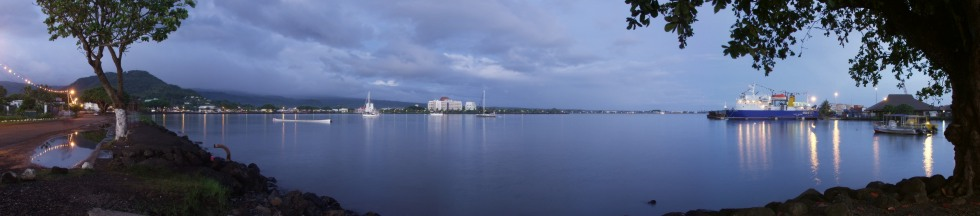
Vue d'Apia aujourd'hui

Le Cormoran fait son entrée à Apia le 8 janvier 1910, puis se rend à Hong Kong, où il arrive après avoir essuyé un violent ouragan, le 3 mai. Il est de retour à Apia le 15 juillet. Le 19 décembre, il est à Ponape en provenance de Simpsonhafen, car il doit participer au retour à l'ordre, à cause de la rébellion des Sokehs qui a éclaté le 18 octobre 1910. La révolte est définitivement matée le 22 février 1911.
En mai 1912, le Cormoran est à quai à Tsingtao (« Tsingtau » en allemand) pour des réparations d'ensemble. Il retrouve Apia le 10 janvier 1913, puis il est classé par le secrétariat de la marine impériale dans la catégorie des canonnières, le 24 février. Le navire se trouve à Sydney du 4 juin au 5 juillet pour réparations, puis du 22 au 27 février 1914, il se tient en soutien avec son détachement de marine aux opérations de police qui ont lieu à Bougainville. Il retourne à Tsingtao le 30 mai 1914, pour révisions.

### Première Guerre mondiale

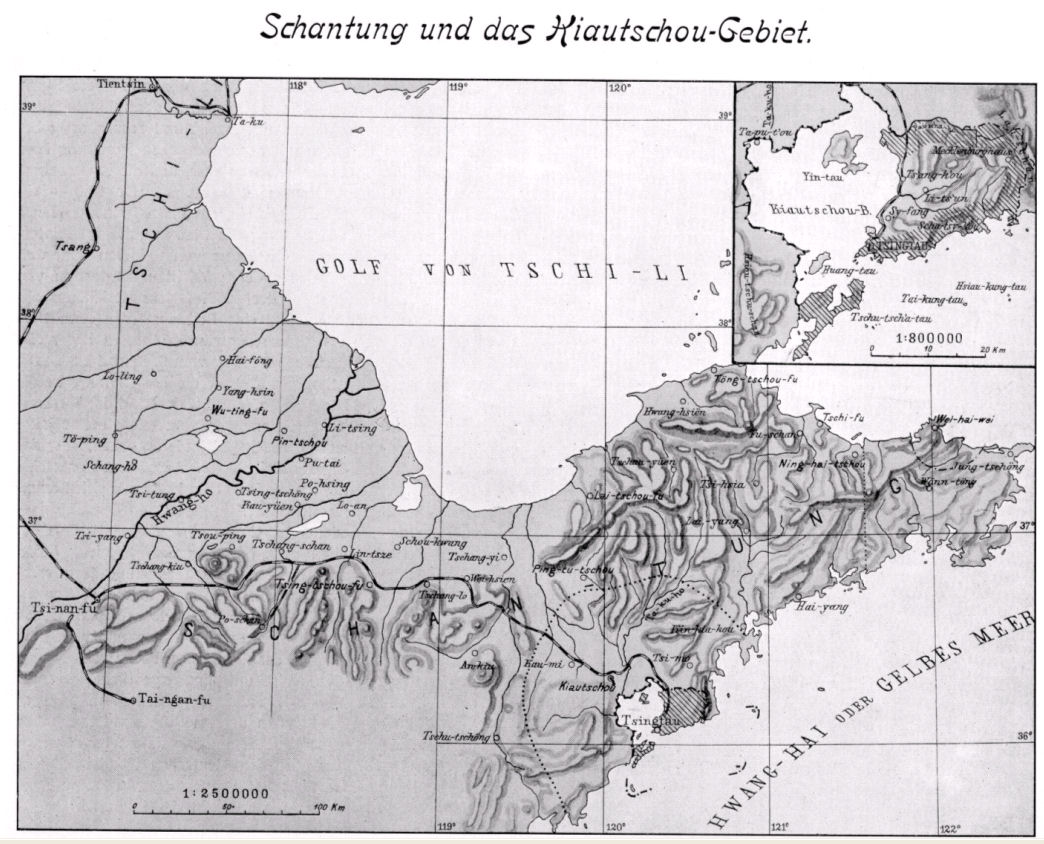
Plan de la baie de Kiaou-Tchéou et du port de Tsingtao

Lorsque la déclaration de guerre est prononcée, le navire se trouve hors service le 6 août. L'ancien navire russe, le Riazan, transformé en croiseur auxiliaire, reçoit l'armement du SMS Emden et prend le nom de SMS Cormoran. L'ancienne canonnière transfert son équipage et son armement au nouveau Cormoran qui part de Tsingtao le 10 août pour mener une guerre commerciale dans les mers du sud, en partie avec le Prinz Eitel Friedrich. Il parcourt les mers pendant 127 jours avant d'être interné à Guam par les autorités américaines.
Quant à l'ancien croiseur Cormoran reclassé en canonnière, il est sabordé dans le port par le personnel des chantiers navals impériaux de Tsingtao, dans la nuit du 28 au 29 septembre 1914, pour ne pas tomber aux mains de l'ennemi, pendant le siège de Tsingtao.

## Commandants
- 25 juillet - 22 septembre 1893: Korvettenkapitän Robert Wachenhusen (1850-1929)
- 2 octobre 1894 - novembre 1896: Korvettenkapitän Alfred Brinkmann (1853-1902)
- Novembre 1896 - janvier 1899: Korvettenkapitän Reinhold Brussatis (de) (1855-1928)
- Janvier 1899 - novembre 1900: Korvettenkapitän, puis fregattenkapitän Hugo Emsmann (de) (1858-1933)
- Novembre 1900 - juillet 1902: Korvettenkapitän Max von Grapow (de) (1861-1924)
- Juillet 1902 - septembre 1903: Korvettenkapitän, puis capitaine de frégate Otto von Burski (1860-1905)
- 1er mai 1909 - mai 1911: Korvettenkapitän Werner Siemens (1873-1964)
- Mai 1911 - avril 1913: Korvettenkapitän Paul Ebert (de) (1873-1939)
- Avril 1913 - août 1914: Korvettenkapitän Adalbert Zuckschwerdt (1874-1945)

## Données techniques
- Longueur: 82,6 m
- Largeur: 12,7 m
- Tirant d'eau: 5,35 m
- Déplacement: 1 559 tonnes, maximum 1 864 tonnes
- Vitesse: 15,5 nœuds
- Équipage: 161 à 166 hommes